# Rani Maria Vattalil
Rani Maria Vattalil (malajalam റാണി മരിയ വട്ടാലില്ം; właśc. Mariam Vattalil; imię zakonne Rani Maria; ur. 29 stycznia 1954 w Pulluvazhy, zm. 25 lutego 1995 w Indore) – hinduska zakonnica ze Zgromadzenia Franciszkanek Klarysek, błogosławiona Kościoła katolickiego, męczennica, zamordowana na tle nienawiści religijnej, poświęcająca się dziełom miłosierdzia ludziom ubogim, chorym i wykluczonym.

## Życiorys
Urodziła się 29 stycznia 1954 w chłopskiej rodzinie wielodzietnej, jako drugie dziecko rodziców: Paily'a i Eliswy Vattalil. Miała sześcioro rodzeństwa (Stephena, Annie, Vargese, Thressiammę, Celinę i Lusy). Po siedmiu dniach od urodzin (5 lutego) została ochrzczona w kościele św. Tomasza w Pulluvazhy otrzymując imię Mariam. 30 kwietnia 1966 przyjęła pierwszą komunię świętą oraz bierzmowanie, regularnie uczestnicząc od tej pory w praktykach religijnych (m.in. we mszy świętej). Po ukończeniu szkoły średniej rozpoczęła studia w Wyższej Szkole św. Józefa w Thrippunithura, którą kierowały siostry zakonne.
Idąc za głosem powołania wstąpiła wraz ze swoją kuzynką Cicily (s. Soni Maria FCC) do Zgromadzenia Franciszkanek Klarysek w Kidangoor, przyjmując w nim imię zakonne Rani Maria. 3 lipca 1972 obie krewne rozpoczęły wstępny okres formacji zakonnej (3 lipca–30 października 1972), a następnie postulat (1 listopada 1972–29 kwietnia 1973) oraz nowicjat (30 kwietnia 1973–30 kwietnia 1974). Jedna z jej rodzonych sióstr, Celina również została zakonnicą w tym samym Zgromadzeniu (s. Selmy Paul FCC).
Po nauce języka przełożone Zgromadzenia skierowały ją 24 grudnia 1975 na misje w północnej części Indii, do Bijnor, gdzie była nauczycielką (8 września 1976–7 sierpnia 1978), poświęcając się również pracy na rzecz ubogich. 22 maja 1980 złożyła śluby wieczyste, kończąc tym samym okres formacji zakonnej. 21 lipca 1983 została przeniesiona do Odagady, pracując tam na rzecz biednych i ubogich. Podjęła studia z zakresu socjologii na Uniwersytecie w Rewa, pełniąc później funkcję konsultanta stanu ds. społecznych. 15 maja 1992 została przeniesiona do Udainagar.
25 lutego 1995 została brutalnie zaatakowana i śmiertelnie raniona jadąc autobusem przez zamachowca Samundara Singha, który po wywleczeniu jej z autobusu zadał jej kilkadziesiąt ran nożem. 27 lutego odbyły się ceremonie pogrzebowe z licznym udziałem duchowieństwa. Mszę pogrzebową koncelebrował biskup Indore George Marian Anathil SVD wraz z 6 biskupami i prawie 100 księżmi z licznym udziałem wiernych oraz ludzi innych wyznań. Początkowo została pochowana w grobie przy kościele Najświętszego Serca Jezusowego w Udainagar. 18 listopada 2016 bp Chacko Thottumarickal SVD z diecezji Indore nadzorował ekshumację jej ciała, które zostało przeniesione następnie do specjalnie zbudowanego grobowca wewnątrz tego kościoła.
Ówczesna przełożona generalna Zgromadzenia w okresie (1997–2003) s. Marianna FCC tak ją scharakteryzowała:

Siostra Rani Maria miała szczególną cześć do imienia Jezus i modliła się wśród ludzi innej wiary. Zachęcała wszystkich, by głosili naukę Jezusa odważnie i wszędzie. Jednocześnie była tolerancyjna wobec ludzi innych religii. Większość jej współpracowników, przyjaciół i beneficjentów to byli niechrześcijanie.

Warto dodać, że w 8. rocznicę jej śmierci (25 lutego 2003) odwiedziła przebywającego w więzieniu zabójcę Samundara Singha jej matka Eliswa całując symbolicznie jego ręce w geście przebaczenia.
W 2012 nakręcono film dokumentalny pt. (ang. The heart of a murderer; pol. Serce mordercy) w reżyserii Catherine McGilvray poświęcony historii jej męczeństwa.

## Proces beatyfikacji
Niezwłocznie po jej męczeńskiej śmierci Zgromadzenie Franciszkanek Klarysek podjęło starania celem wyniesienia jej na ołtarze. 26 września 2003 Stolica Apostolska wydała tzw. Nihil obstat, czyli zgodę na rozpoczęcie jej procesu beatyfikacyjnego. Proces na szczeblu diecezjalnym (w diecezji Indore) toczył się w okresie od 29 czerwca 2005 do 28 czerwca 2007, po czym 27 listopada 2009 Kongregacja Spraw Kanonizacyjnych wydała dekret o ważności postępowania diecezjalnego. Postulatorem generalnym mianowano o. Giovangiuseppę Califanę OFM, który w 2014 złożył tzw. Positio, wymagane w dalszej procedurze beatyfikacyjnej. Po odbytym 11 lutego 2016 posiedzeniu konsultorów teologicznych, papież Franciszek 23 marca 2017 wydał zgodę na opublikowanie dekretu o jej męczeństwie, otwierając drogę do jej rychłej beatyfikacji, która nastąpiła 4 listopada 2017.
Jej wspomnienie liturgiczne wyznaczono na 25 lutego (dies natalis)